# Otokar II. Přemysl
Otokar II. Přemysl, češki kralj in štajerski vojvoda,  * okrog 1230, † 26. avgust 1278.
Otokarju II. je uspelo združiti ozemlje od Češke pa do Jadranskega morja. Po njem se je imenovalo mesto Kraljevec (nemško Königsberg, danes Kaliningrad).

## Osebnost Otokarja II.
Zapis v Kolmarski kroniki pravi, da je bil "plemiške postave, srednje visok, svetlega obraza, moder in bister ter za svojo dobo nadpovprečno zgovoren". Čeprav so se Otokarjevi posmrtni ostanki ohranili le v zelo slabem stanju, je antropolog Emanuel Vlček bolj ali manj potrdil njegov fizični opis iz srednjeveških kronik. Otokar II. je bil povprečno visok, svetle polti in dostojanstven mož z dvorsko vzgojo in za svoj čas dobro izobrazbo.
Čeprav je mogoče iz mnogih njegovih dejanj sklepati na velikopoteznost in svobodomiselnost, bi bila taka ocena prenagljena. V letu 1254 je kot kralj recimo potrdil dotlej nevidene pravice židovskemu prebivalstvu: samoupravljanje in pravico do zaščite njihovega imetja. Obenem pa je bil to isti Otokar II., ki je v deželo pozval inkvizicijo. V resničnosti so njegove odločitve vedno odgovarjale predvsem njegovim trenutnim ciljem. Kot večina srednjeveških vladarjev tudi ni prenašal ugovarjanja njegovim odločitvam. Opisi iz avstrijskih kronik, ki se na primer posvečajo predvsem tovrstnim Otokarjevim dejanjem (pa tudi tistim Vaclava II.), preveč simpatije dejansko ne vzbujajo.
Nadimek 'železni' so mu dali Kumani po bitki pri Kressenbrunu, kjer so se proslavili Otokarjevi v težke oklepe oblečeni vitezi. Namesto 'zlati', kot so mu tudi pravili, zaradi zlatih las, pa bi mu verjetno bolj pristajalo kako drugo poimenovanje – njegovo bogastvo je namreč izviralo od srebra.

## Kralj Češke, vojvoda Avstrije, Štajerske, Koroške in Kranjske, generalni kapitan Furlanije
Otokar je bil močan srednjeevropski vladar. V obdobju interregnuma v Svetem rimskem cesarstvu je zavladal obsežnemu ozemlju, ki je segalo preko Alp vse do Jadranskega morja. Za časa njegove vladavine je doseglo češko kraljestvo največji gospodarski in politični razmah vse do obdobja Karla IV. Zahvaljujoč svojim diplomatskim sposobnostim in iznajdljivi politiki si je Otokar II. poleg češke krone pridobil tudi nazive vojvode Avstrije (od leta 1251), vojvode Štajerske (od leta 1261) in vojvode Koroške in Kranjske (od leta 1269)  leta 1272 je postal še furlanski generalni kapitan s čimer je dejansko postal upravitelj Oglejskega patriarhata in s tem Istre, tako je obvladoval ozemlja od Češke do Jadranskega morja, do poraza v bitki na Moravskem polju dne  26. avgusta 1278.
S tem je postal najmočnejši vladar v Svetem rimskem cesarstvu in se nekajkrat neuspešno potegoval tudi za cesarsko krono. Gotovo je bila prav njegova izredna moč tista, ki mu je na koncu preprečila postati cesar – proti njemu so se namreč združili mnogi njegovi manjši nasprotniki. Otokarjevemu vrtoglavemu vzponu je sledil prav tako strm padec.

## Spopad z Rudolfom Habsburškim
Češki in avstrijski plemiči so močno Otokarjevo vladavino, uvajanje zahodnega prava in omejevanje njihovih pravic sprejemali izredno težko. S svojo politiko si je kralj nakopal sovražnike predvsem v močnem in vplivnem južnočeškem plemiškem rodu Vítkovcev. Opozicija proti Otokarju se je v njegovih deželah, pa tudi v ostalih deželah cesarstva, neprestano krepila. Vrhunec konflikta je prišel v letu 1273, ko je bilo potrebno po smrti Richarda Cornwallskega izvoliti novega rimskega cesarja. Enoglasno je bil izvoljen do tistega časa praktično neznani Rudolf I. Habsburški. Plemiči rimskega cesarstva si za cesarja niso želeli močnega Otokarja, Rudolfa pa so imeli za šibkega in vodljivega. Dobro so se zavedali, za koga so se odločili, na podlagi ponarejenih dokumentov.
Otokar Rudolfove izvolitve ni priznal, saj ga k izboru niso pozvali, češki glas pa so nadomestili z bavarskim. V tistem trenutku je slabo precenil situacijo v cesarstvu, saj se ni zavedal moči opozicije, ki je težila k razbitju njegove vladavine. Predvsem pa je podcenil osebnost in sposobnost Rudolfa, prvega znanega Habsburžana. 19. novembra 1273 je Rudolf izdal razglas, po katerem so bile vse spremembe meja od leta 1245 podvržene novi cesarski potrditvi. Otokar se je lahko upravičeno bal, da bo moral cesarju vrniti vojvodine Avstrijo, Koroško, Štajersko in Kranjsko (njegova pravica do Češke ni bila sporna).
Rudolf je začel kmalu protipravno posegati v zadeve češkega kraljestva in podpirati vso češko plemstvo, ki je bilo svojemu kralju nenaklonjeno. Na svojo stran je na koncu pridobil še enega močnega Otokarjevega zaveznika, bavarskega vojvodo Heinricha, tako da mu je na hitro obljubil roko svoje hčere ter si tako zagotovil prehod cesarske vojske prek Bavarske pri načrtovanem vpadu v Avstrijo.
Pod pritiskom z vseh strani, še posebej pa s strani vse močnejšega domačega plemstva, je bil Otokar leta 1276 prisiljen z Rudolfom skleniti Dunajski mir in se odpovedati vseh svojih alpskih ozemelj in Chebskega okraja. Za češko kraljestvo je to sicer pomenilo izgubo dosedanjih ozemeljskih pridobitev, vendar so bila Otokarju preko dogovora o poroki (njegovemu sinu Venčeslavu je bila obljubljena roka ene od Rudolfovih hčera) zagotovljena druga obsežna ozemlja.
Češki kralj se je postopoma znašel v neprijetnem položaju, saj je Rudolf nanj pritiskal z vedno novimi pogoji in zahtevami. Cesar pa je po drugi strani izgubil simpatije plemičev v Avstriji, osvobojeni od Otokarjeve »tiranije«, saj jih je stiskal z novimi in novimi davki. Otokar se je odločil, da razreši to nevzdržno situacijo z bitko na Moravskem polju leta 1278, v kateri pa je bil vojaško poražen. Po bitki so ga do smrti potolkli sorodniki Siegfrieda Marenberškega, štajerskega plemiča, ki ga je Otokar II. leta 1272 obtožil veleizdaje in dal usmrtiti brez sodnega procesa.
Njegova smrt je pomenila za Rudolfa še toliko večjo zmago, saj je s tem postal edini pravi hegemon nad Slovani v Srednji Evropi.

## Omembe v literaturi
Otokarja II. in njegovega sina Vaclava II. ter Rudolfa omenja Dante Alighieri v Božanski komediji, v Vicah, Pesem VII, pod imeni "Ottocar", "Vinceslaus" in "Rodolph".